# Munții Ruwenzori
Munții Ruwenzori, alternativ Munții Rwenzori, sunt un lanț muntos mic, dar spectaculos din Africa centrală, situat la granița dintre Uganda și R.D. Congo, între lacurile Albert și Edward, cu înălțimea maximă de 5.109 m. Deși se află la numai 48 km de Ecuator, cele mai înalte vârfuri din Ruwenzori sunt în permanență acoperite de zăpadă, ceea ce se mai întâmplă în Africa doar cu Kilimanjaro și Kenya.
Cea mai mare parte a masivului, care este una din sursele de apă ale Nilului, este acum sit al Patrimoniului Mondial Natural, Parcul Național Ruwenzori în Uganda și Parcul Național Virunga în Congo.

## Etimologie
Ruwenzori înseamnă "cel care aduce ploaia", Henry Morton Stanley dându-le acest nume, din limba triburilor Bantu.

## Istoricul descoperirii munților
Ruwenzori sunt adesea identificați cu "Munții Lunii", la care s-a referit geograful grec Ptolemeu în scrierile sale, dar descrierile sunt prea vagi pentru a afirma aceasta cu exactitate. Ptolemeu credea că în acest masiv se află izvoarele Nilului. Nilul izvorăște însă din altă parte, dar Ruwenzori constituie una din sursele sale, aflându-se exact acolo unde arată harta lui Ptolemeu.
Prima mențiune europeană a Munților Ruwenzori a fost făcută de expediția lui Henry Morton Stanley în 1889 (norii care acoperă permanent vârfurile au făcut ca expedițiile din deceniile anterioare să treacă pe lângă ei fără să-i vadă). Pe 7 iunie, William Stairs, comandantul militar al expediției a urcat la 3.524 m, fiind considerat primul non-african care a escaladat Ruwenzori. Prima ascensiune până la înălțimea maximă, la vârf a fost făcută în 1906 de către Luigi di Savoia - Duce de Abruzzi, care i-a cartografiat și fotografiat pentru prima dată.

## Descriere

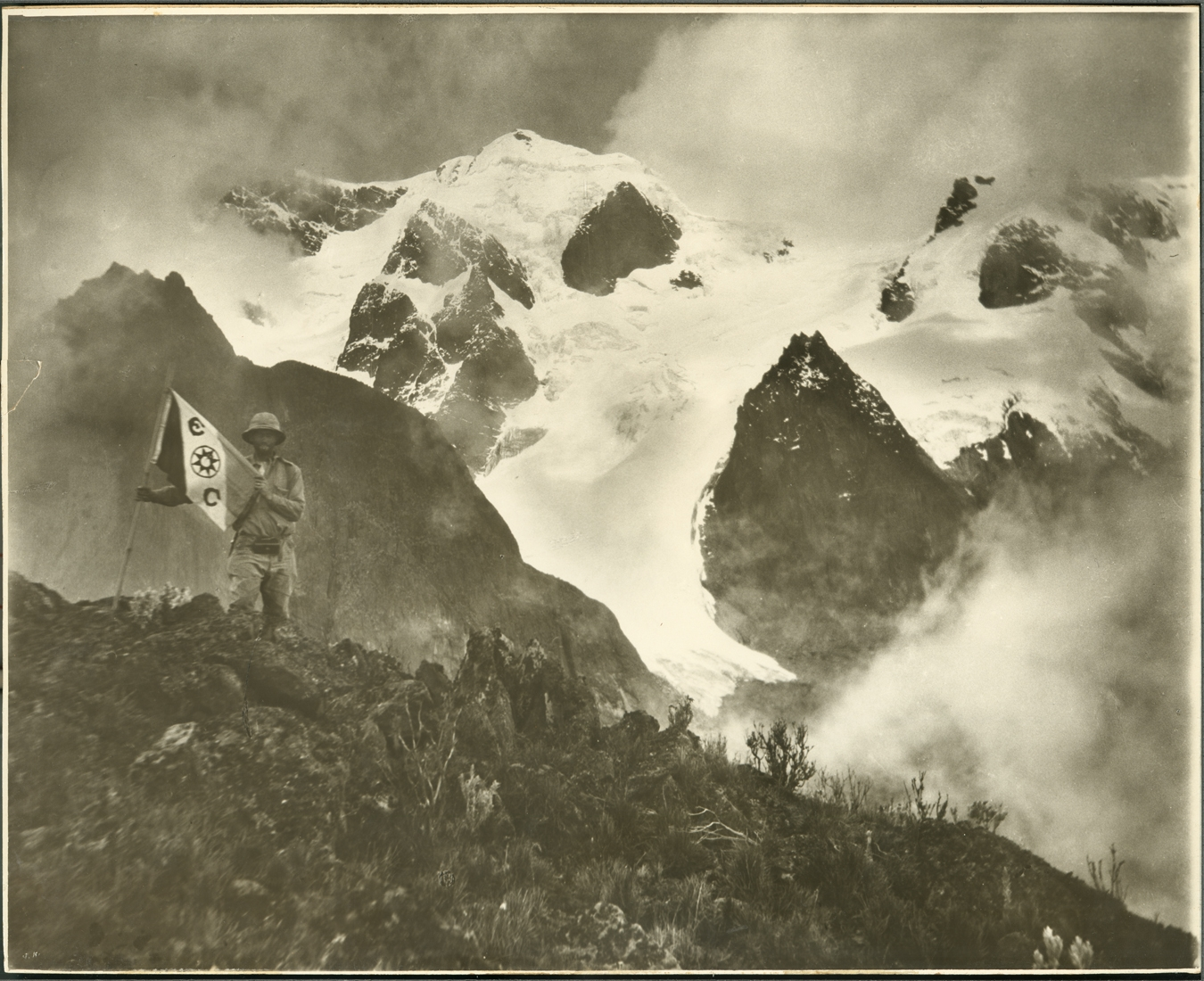
Ornitologul James P. Chapin în timpul expediției sale pe Ruwenzori, purtând steagul Clubului exploratorilor, 1925.

Munții fac parte din sistemul geologic al Marelui Rift African. 
Lanțul muntos - format din roci metamorfice - are o lungime de 120 km și lățimea de 65 km și este format din șase masive muntoase separate de văi adânci: Baker, Emin, Gessi, Luigi de Savoia, Speke și Stanley. Acesta din urmă este cel mai mare și are o serie de vârfuri, cel mai înalt fiind Vârful Margherita (5.109 m). 
Ruwenzori se află într-o zonă extrem de umedă și sunt adesea învăluiți de nori, care coboară până la 2700 m. Se disting prin floră și faună unice. Se întâlnesc aici vegetația specifică pădurilor tropicale dar și pășuni alpine; fauna include animale precum elefantul, hiraxul, câteva specii de primate și multe păsări endemice.

## Vârfuri
Cele mai înalte piscuri montane ale Munților Ruwenzori sunt: Muntele Speke cu 4.890 m, Muntele Emin cu 4.798 m, Muntele Luigi di Savoia cu 4.627 m, Muntele Baker cu 4.843 m, Piscul Gessi cu 4.715 m și Muntele Stanley, cu altitudinea maximă de 5.109 m.
Vârful Stanley este cel mai înalt pisc al munților Ruwenzori, fiind cunoscut și ca Vârful Margherita, fiind totodată al treilea cel mai înalt vârf din Africa, după Kilimandjaro și Kenia.

## Recesiunea glaciară
În 1906, în Ruwenzori erau identificați 43 de ghețari, cu o suprafață totală de 7,5 kmp, aproximativ jumătate din suprafața glaciară totală a Africii. În 2005, nu mai existau decât 1,5 kmp.